# Skorupa (anatomia)

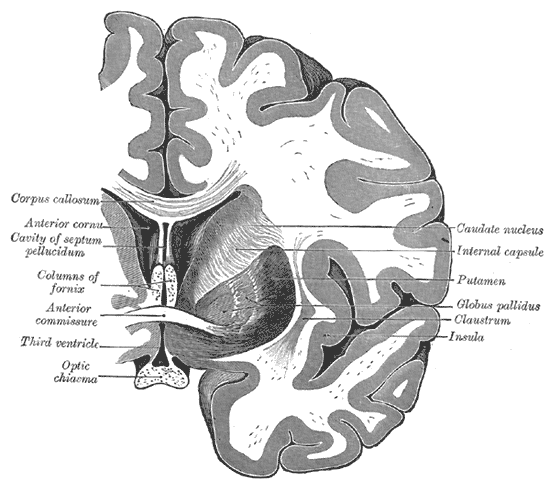
Przekrój czołowy przez mózgowie na wysokości spoidła przedniego, zaznaczono skorupę

Skorupa, łupina (łac. putamen, ang. putamen) – część mózgowia, tworząca boczną część jądra soczewkowatego. Leży pomiędzy blaszką rdzenną boczną, a torebką zewnętrzną. Razem z jądrem ogoniastym tworzy prążkowie. Nazwa ta pochodzi od prążków istoty szarej, która występuje pomiędzy skorupą a jądrem ogoniastym. Połączona jest drogami ruchowymi i czuciowymi zstępującymi z jąder śródblaszkowych wzgórza i istoty czarnej, sama wysyła drogi wstępujące do kory przedruchowej i dodatkowych pól ruchowych (SMA) pośrednio przez gałkę bladą i wzgórze.